# Raymond Dirlès
Raymond Dirlès es un pintor y escultor francés, nacido el año 1941 en Montauban .

## Datos biográficos
Antiguo alumno de la Escuela de Bellas Artes de Toulouse; este artista influenciado por la abstracción lírica, reside en Balignac (Tarn-et-Garonne). 
Expone con regularidad en Francia y en el extranjero.